# Leticia Dolera
Leticia Dolera (Barcelona, 23 d'octubre de 1981) és una actriu, directora de cinema i guionista catalana.

## Biografia
Leticia Dolera va passar la seva etapa de primària i secundària en una escola de Barcelona abans de submergir-se de ple en el món de la dansa i la interpretació. Molt aviat va aconseguir un dels seus primers grans papers a la televisió, interpretant Àngela Illera a la sèrie Al salir de clase. Aquesta oportunitat li va servir com a trampolí per a la seva incursió al cinema, on va debutar el 2001 amb el drama 'Bellas Durmientes', sota la direcció i el guió d'Eloy Lozano.
Només un any després, a finals de 2002, Dolera va ser de nou escollida per a una producció, la comèdia musical El otro lado de la cama, una pel·lícula que la va ajudar a fer-se un nom a la gran pantalla. Paral·lelament, va continuar la seva carrera televisiva en sèries molt conegudes com Hospital Central i Los Serrano, sense deixar de banda la seva formació interpretativa.
Entre els seus projectes cinematogràfics més destacats, s'inclou Imagining Argentina (2003), on va compartir cartell amb icones com Antonio Banderas i Emma Thompson. També va protagonitzar la comèdia Semen, una historia de amor (2005) al costat d'Ernesto Alterio, un film que va rebre nombrosos premis. La seva filmografia també compta amb Un café en cualquier esquina, que va rebre tres nominacions als Premis Independent Spirit, i la pel·lícula 'El mirall' (2008). Posteriorment, el 2009, va participar en dos títols de terror: 'Imago Mortis', ambientada en una escola de cinema on interpretava el personatge de Leilou, i REC 2, on va actuar amb Manuela Velasco.
L'abril del 2011, va començar a gravar la 3a entrega de la saga REC, on interpreta a Clara a REC 3: Gènesi, que es va estrenar el març del 2012. Ha rodat dos curtmetratges com a directora, Ho sento t'estimo i A o B, amb el primer va obtenir el premi a millor curtmetratge fantàstic en la convenció Fantastic Fest el 2010.
El 2018 va fer el pregó de les Festes de la Mercè de Barcelona, amb un discurs en què va reivindicar valors com el respecte i la convivència, va defensar una visió feminista de la ciutat i va reivindicar el teatre i el cinema compromès. Dolera va voler compartir el pregó amb l'activista social d'origen hondureny Carmen Juares, que va denunciar en la seva intervenció l'explotació laboral que pateixen les dones immigrants treballadores de la llar i de les cures.

## Controvèrsia
El novembre de 2018 va protagonitzar una controvèrsia quan l'actriu Aina Clotet va denunciar que l'havia despatxat d'una sèrie que dirigia quan li va dir que estava embarassada. Clotet destacava la manca de compromís de la directora amb els valors feministes que predicava.

## Filmografia

### Cinema
Llargmetratges
| Any  | Pel·lícula                           | Director                      |
| ---- | ------------------------------------ | ----------------------------- |
| 2019 | ¿Qué te juegas?                      | Inés de León                  |
| 2017 | Verónica                             | Paco Plaza                    |
| 2015 | La novia                             | Paula Ortiz Álvarez           |
| 2015 | Requisits per ser una persona normal | Leticia Dolera                |
| 2013 | Kamizake                             | Alex Pina                     |
| 2013 | Els últims dies                      | Alex i David Pastor           |
| 2012 | Holmes & Watson: Madrid Days         | José Luis Garci               |
| 2011 | REC 3: Gènesi                        | Paco Plaza                    |
| 2011 | Kenü                                 | Arancha Álvarez               |
| 2010 | De tu ventana a la mia               | Paula Ortiz Álvarez           |
| 2009 | Spanish Movie                        | Javier Ruiz Caldera           |
| 2009 | Wendy placa 20957                    | Mireia Ros                    |
| 2008 | Prime Time                           | Luis Calvo Ramos              |
| 2008 | Imago Mortis                         | Stefano Bessoni               |
| 2007 | Presumptes implicats                 | Enric Folch                   |
| 2005 | Un café en cualquier esquina         | Ramin Bahrani                 |
| 2005 | Semen, una historia de amor          | Daniela Fejerman e Inés París |
| 2003 | Imagining Argentina                  | Christopher Hampton           |
| 2003 | The Emperor's Wife                   | Julien Vrebos                 |
| 2003 | Besos de gato                        | Rafael Alcázar                |
| 2002 | El otro lado de la cama              | Emilio Martínez Lázaro        |
| 2001 | Bellas durmientes                    | Eloy Lozano                   |

Curtmetratges
| Any  | Pel·lícula                        | Director                |
| ---- | --------------------------------- | ----------------------- |
| 2023 | El camino fácil                   | Candela Manzano Hervás  |
| 2018 | Tócate                            | Eduardo Chapero-Jackson |
| 2017 | Vuelta al mundo                   | Leticia Dolera          |
| 2017 | Efecto millenial                  | Inés de León            |
| 2014 | El palo                           | Miki Esparbé            |
| 2013 | Hogar, hogar                      | Carlos Alonso           |
| 2013 | 1001 formas de tomar café         | Leticia Dolera          |
| 2013 | Habitantes                        | Leticia Dolera          |
| 2013 | 6 x persona                       | Juan Carlevaris         |
| 2011 | Indirizzo                         | David Pérez Sañudo      |
| 2011 | Crema catalana                    | Benja de la Rosa        |
| 2010 | Fábrica de muñecas                | Ainhoa Menéndez Goyoaga |
| 2010 | Para no dormir                    | Miguel Larraya          |
| 2010 | Luna di miele, luna di sangue VII | Paco Plaza              |
| 2010 | Cucharada                         | Alejandro Marzoa        |
| 2009 | Lo siento, te quiero              | Leticia Dolera          |
| 2008 | La bufanda verde                  | Santi Lardín            |
| 2008 | Desesperación                     | Daniel Aguilarte        |

### Televisió
| Any       | Programa                                   |
| --------- | ------------------------------------------ |
| 2020      | La casa de las flores                      |
| 2019-     | Vida perfecta                              |
| 2018      | Paquita Salas                              |
| 2017      | Las Supernenas                             |
| 2016      | Bajo sospecha                              |
| 2015      | Cites TVC                                  |
| 2013      | El Barco                                   |
| 2011      | Mad Dogs (Segona Temporada) Sky1           |
| 2010      | Quatre estacions Tv.movie TVC-TVV          |
| 2008      | Guante blanco TVE                          |
| 2008      | El mirall (El espejo) Tv.movie TVC-TVG     |
| 2007      | Mà morta truca a la porta Tv.movie TVC-TVG |
| 2006      | Petits meurtres en famille France2         |
| 2006      | Presumptes implicats                       |
| 2005      | Los Serrano                                |
| 2004      | Hospital Central                           |
| 2001-2002 | Al salir de clase                          |
| 2000      | Xat.Tv                                     |

### Teatre
| Any  | Obra                            |
| ---- | ------------------------------- |
| 2001 | Las alegres comadres de Windsor |

## Premis i nominacions
| Any  | Premi                               | Categoria                 | Títol                                | Resultat   |
| ---- | ----------------------------------- | ------------------------- | ------------------------------------ | ---------- |
| 2011 | Premis Gaudí                        | Millor curtmetratge       | Lo siento, te quiero                 | Nominada   |
| 2013 | Premi Sant Jordi                    | Millor actriu espanyola   | De tu ventana a la mía REC 3: Gènesi | Guanyadora |
| 2013 | Premis Turia                        | Millor actriu             | REC 3: Gènesi                        | Guanyadora |
| 2015 | Festival de Màlaga                  | Millor guionista novell   | Requisits per ser una persona normal | Guanyadora |
| 2015 | Cercle d'Escriptors Cinematogràfics | Millor director revelació | Requisits per ser una persona normal | Nominada   |
| 2016 | Premis Goya                         | Millor director novell    | Requisits per ser una persona normal | Nominada   |